# Fundusz Obsługi Zadłużenia Zagranicznego
Fundusz Obsługi Zadłużenia Zagranicznego (FOZZ) – fundusz celowy powołany na mocy ustawy z 15 lutego 1989 przez Sejm PRL IX kadencji, jako jeden z państwowych funduszy celowych, którego oficjalnym celem była spłata polskiego zadłużenia zagranicznego oraz gromadzenie i gospodarowanie środkami finansowymi przeznaczonymi na ten cel. Rzeczywistym zadaniem funduszu było skupowanie na wtórnym rynku zagranicznych długów PRL po znacznie obniżonych cenach, wynikających z niskich notowań długu.
Ekonomiczny sens istnienia funduszu polegał na znacznym obniżeniu wielkości długu wobec zagranicznych wierzycieli, którzy de facto zgadzali się na utratę dużej części swoich wierzytelności w zamian za szybkie odzyskanie stosunkowo niewielkiej jej części na wtórnym rynku. Wykup długów odbywał się przez „podstawione”, często stworzone w tym celu spółki. Operacja ta była niezgodna z obowiązującym prawem międzynarodowym, stąd też przeprowadzana była w tajemnicy.
Działalność FOZZ doprowadziła do jednej z największych w historii III RP defraudacji środków publicznych oraz kilkunastoletniego procesu sądowego. Do końca 2014 FOZZ funkcjonował jako instytucja „w likwidacji”, której utrzymanie kosztowało ok. 1 mln zł rocznie.

## Władze funduszu
Funduszem kierował zarząd w składzie:
- Grzegorz Żemek – dyrektor generalny,
- Janina Chim – zastępca dyrektora.

Rada nadzorcza – powołana przez ministra finansów Andrzeja Wróblewskiego w marcu 1989 roku:
- Janusz Sawicki – przewodniczący (od 14 marca 1989 do 31 grudnia 1990) – był jednocześnie wiceministrem finansów odpowiedzialnym za obsługę polskiego zadłużenia zagranicznego i nadzór nad działalnością FOZZ,
- Jan Boniuk – dyrektor Departamentu Zagranicznego Ministerstwa Finansów i sekretarz Rady Nadzorczej FOZZ,
- Grzegorz Wójtowicz (ekonomista) – dyrektor Departamentu Zagranicznego Narodowego Banku Polskiego,
- Dariusz Rosati,
- Zdzisław Sadowski,
- Jan Wołoszyn,
- Sławomir Marczuk – od maja 1989,
- Wojciech Misiąg – od października 1989.

## Działalność
Przy powołaniu Funduszu ani w trakcie jego działania nie zostały zatwierdzone plany finansowe, plany kont ani dokumenty sprawozdawcze, nie został także sporządzony bilans otwarcia, w szczególności nie zostały rozliczone wzajemne zobowiązania pomiędzy Funduszem a Bankiem Handlowym, który pośredniczył w spłacie zadłużenia we wcześniejszych latach. Fundusz powołany w 1989 roku, był w rzeczywistości drugim, tzw. „pierwszy FOZZ” działał w latach 1986–1988.
Ustawa powołująca do życia Fundusz dawała jego dyrektorowi znaczne uprawnienia do zaciągania zobowiązań w imieniu Skarbu Państwa. Według Janusza Sawickiego „działania kontrolne ograniczał statut FOZZ, nadany przez rząd Mieczysława Rakowskiego, który umożliwił dyrektorowi Funduszu prowadzenie niektórych operacji w ścisłej tajemnicy, nawet przed Radą Nadzorczą”.
Poza działalnością statutową Fundusz angażował się w przekazywanie środków licznym podmiotom prywatnym w kraju i za granicą. W lutym 1990 roku Fundusz powierzył 60 miliardów starych złotych Bankowi Inicjatyw Gospodarczych. 21 grudnia 1990 roku, z polecenia Janusza Sawickiego, FOZZ wystawił na rzecz Banku Handlowego weksle na kwotę 3,5 biliona starych złotych. W okresie od marca 1989 roku do grudnia 1990 roku, Fundusz zawarł 16 umów, na podstawie których kredytował m.in. firmy Impexmetal, Universal, Awalo, Seko oraz poręczał weksle firm Konsultex, Interpegro i Altex. Część kredytów udzielonych przez FOZZ nie była zabezpieczona, a Fundusz nie egzekwował spłat. Środki FOZZ były również transferowane za granicę, m.in. za pośrednictwem Banku Handlowego oraz Banku Rozwoju Eksportu – np. płatność zatytułowaną „za dostawę kleju i nici” dla Zakładu Polsport w Wałbrzychu realizowano za pomocą luksemburskiego funduszu inwestycyjnego GFV. FOZZ kredytował także kampanię wyborczą Dariusza Przywieczerskiego jako kandydata na senatora oraz należącą do Stronnictwa Demokratycznego spółkę „Epoka” (kwotą ok. 500 tys. dolarów).
W lipcu 1990 roku kierownictwo FOZZ (Grzegorz Żemek i Janina Chim) zostało zawieszone. Równocześnie Grzegorz Żemek, Janina Chim i Dariusz Przywieczerski założyli firmę Trading Assets Company z kapitałem założycielskim 5 mld starych złotych.
Na mocy ustawy z 14 grudnia 1990 roku o zniesieniu i likwidacji niektórych funduszy FOZZ przeszedł w stan likwidacji, w którym pozostawał do końca 2014 roku. Kontrola Najwyższej Izby Kontroli przeprowadzona na początku lat 90. XX wieku, wykazała liczne nieprawidłowości (zawłaszczenie wielomilionowych sum i niegospodarność). Śledztwo w tej sprawie rozpoczęło się 7 maja 1991 roku, na podstawie doniesienia obywatela Niemiec Josepha Tkaczicka.
Ustalono, iż w latach 1989–1990 FOZZ otrzymał na swoje zadania 9,9 bln starych złotych (ok. 1,7 mld USD), za które mógł wykupić długi o wartości 7,6 mld USD przy rynkowej cenie polskiego zadłużenia wynoszącej 22 centy za 1 dolar wartości nominalnej długu. Miało to doprowadzić do zmniejszenia wartości zadłużenia zagranicznego Polski o tę kwotę w 1990 roku. W rzeczywistości FOZZ na cele statutowe wydał jedynie 69 mln dolarów nabywając dług o nominalnej wartości 272 mln dolarów.
Nadużycie zarządu FOZZ objęte aktem oskarżenia polegało na tym, że około 100 mln dolarów zostało wytransferowane na konta różnych podmiotów ulokowanych w rajach podatkowych lub spółek w 9 krajach europejskich oraz USA, które wkrótce potem przestały być wypłacalne. Na statutowy wykup zadłużenia przeznaczono około 60 mln dolarów.
Według aktu oskarżenia Skarb Państwa stracił z powodu afery FOZZ: 119,5 mln USD, 9,6 mln DEM, 16,8 mln FRF, 125 mln BEF oraz 35,9 mld starych zł polskich (3,59 mln PLN). Łączne straty wynosiły 334 mln nowych zł (po kursie z 31 grudnia 1995 – 2,4680 PLN za 1 USD).
Działalności FOZZ przypisywano znacznie szersze znaczenie, niż zostało to ujęte w akcie oskarżenia.

FOZZ nigdy nie był instytucją do cichego wykupu polskiego długu zagranicznego, lecz tylko przykrywką, zasłoną dymną służącą wyprowadzaniu dewiz z Polski. Udowadniała to na podstawie oficjalnych danych moja koleżanka Janina Kraus w wystąpieniu 16 grudnia ub. r. (...) Po drugie, Michał Falzmann ustalił, że afera FOZZ to tylko mniejszy fragment większej całości. Ta większa całość, według jego ustaleń, a potwierdziła to również Halina Ładomirska w protokole kontroli NIK, Banku Handlowego, to operacje dewizowe Banku Handlowego. Natomiast sprawa operacji dewizowych Banku Handlowego, to z kolei mniejszy fragment o wiele większej całości, czyli ukryty transfer dewiz z Polski, co sam Falzmann nazwał zorganizowanym rabunkiem finansów publicznych. Chodziło o wykorzystywanie głównie sztywnego kursu dolara, który umożliwiał wytransferowanie ogromnych sum dzięki różnicy kursów w bankach zagranicznych i lokat złotówkowych w Polsce.

Znaczna część operacji walutowych FOZZ była prowadzona za pośrednictwem Banku Handlowego. Podczas kontroli przeprowadzonej w banku przez NIK w latach 1991–1992 ujawniono liczne nieprawidłowości ujawnione w protokole pokontrolnym Działalność dewizowa Banku Handlowego, którego autorką była inspektor Halina Ładomirska. W raporcie wykazano, że w okresie kontroli bank prowadził działalność dewizową na szkodę polskiej gospodarki i oszacowano straty w ciągu tych dwóch lat na 5–10 mld dolarów.

Kontrola wykazuje sfałszowanie bilansu banku, fałszowanie dokumentów bankowych, nielegalne operacje dewizowe etc. Sama kontrolująca szacuje straty poniesione przez polską gospodarkę w wyniku operacji dewizowych Banku Handlowego na 5 do 10 mld dolarów w latach 1991–1992. Skala strat i stosowane mechanizmy wyraźnie wskazują na ścisły związek z odkrytymi przez świętej pamięci Michała Falzmanna zjawiskami rabunkowego transferu dewiz z Polski.

## Śledztwo i proces
Według relacji Anatola Lawiny, pierwsze sygnały o nieprawidłowościach w FOZZ miały docierać do NIK od końca 1989 do wiosny 1990 roku.
Od 18 października do 10 grudnia 1989 roku w funduszu przeprowadzona została pierwsza kontrola Ministerstwa Finansów, która wykazała „niekompletność materiału dowodowego dotyczącego realizowanych transakcji, niekonwencjonalny tzw. cichy charakter tych transakcji, bez uzewnętrzniania ich w formie pisanych dokumentów”. Fundusz nie zastosował się do zaleceń pokontrolnych, zaś protokół z tej kontroli zaginął.
We wrześniu 1990 roku, w czasopiśmie „Głos Wolnego Robotnika”, ukazał się artykuł Michała Falzmanna, urzędnika Izby Skarbowej, który kontrolował niektóre związane z FOZZ transakcje firmy „Universal” i który odegrał znaczącą rolę w odkryciu i nagłośnieniu afery FOZZ.
28 stycznia 1991 roku rozpoczęła się kontrola NIK w FOZZ. 1 kwietnia 1991 roku do zespołu kontrolnego dołączył Michał Falzmann. Pod koniec kwietnia 1991 roku, w czasopiśmie „Spotkania”, ukazał się artykuł w którym nagłośniono nadużycia przy wykupie polskiego długu zagranicznego oraz opublikowano fragmenty dokumentów. Po tej publikacji o nadużyciach w FOZZ informowały również inne media, odbył się także program telewizyjny z udziałem Ryszarda Bugaja.
Kontrola NIK zakończyła się 25 czerwca 1991 roku podpisaniem protokołu kontrolnego przez zarząd FOZZ. Protokół wskazywał na liczne nadużycia oraz „utajniony” sposób prowadzenia działalności, polegający na wydawaniu poleceń ustnych i unikaniu dokumentacji zlecanych transakcji. Protokół opisywał liczne nieprawidłowości w obracaniu przez FOZZ sumą 9,8 biliona starych złotych (980 milionów PLN) przekazanych przez Ministerstwo Finansów, jako dotacja na wykup długów. Jako osoby odpowiedzialne za nadużycia w raporcie wymieniono dyrekcję oraz Radę Nadzorczą FOZZ, wiceministrów finansów Wojciecha Misiąga i Janusza Sawickiego oraz ministra finansów Leszka Balcerowicza.
Według Anatola Lawiny, tego samego dnia, Michał Falzmann został zawieszony w czynnościach służbowych z powodu „przekazania dokumentów z kontroli FOZZ osobom nieupoważnionym”.
14 czerwca 1991 w biurze premiera Jana Krzysztofa Bieleckiego odbyła się narada informująca o ustaleniach Michała Falzmanna. W naradzie – według relacji Anatola Lawiny – brali udział Walerian Pańko, Stanisław Rączkowski, Anatol Lawina, Michał Falzmann, Jerzy Zbiegniewski, Leszek Balcerowicz oraz Janusz Sawicki. Na spotkaniu został zaprezentowany raport kontrolny Michała Falzmanna na temat FOZZ oraz Banku Handlowego.
W relacji Jerzego Przystawy 15 lipca 1991 roku, Michał Falzmann przekazał do Narodowego Banku Polskiego wniosek o udostępnienie informacji o transakcjach realizowanych przez FOZZ. Tego samego dnia Anatol Lawina miał przekazać Michałowi Falzmannowi pisemne „potwierdzenie ustnego polecenia odsunięcia (...) od wszelkich czynności kontrolnych prowadzonych przez Zespół Analiz Systemowych”. Tego samego dnia, po powrocie do domu Michał Falzmann poczuł się źle i został odwieziony na pogotowie przez Kornela Morawieckiego. Tego samego dnia zmarł.
W 1992 roku opublikowana została książka Mirosława Dakowskiego i Jerzego Przystawy Via bank i FOZZ opisująca mechanizm wyłudzenia stosowany w FOZZ.
W następstwie raportu NIK do Sądu Wojewódzkiego VIII Wydział Karny w Warszawie dnia 19 lutego 1993, został skierowany akt oskarżenia (sygnatura VIII K 58/93), który obejmował Grzegorza Żemka, Janinę Chim, Janusza Sawickiego, Jana Boniuka, Grzegorza Wójtowicza i Krzysztofa Komornickiego. Został jednak zwrócony przez sąd prokuraturze „w celu usunięcia istotnych braków postępowania przygotowawczego”. Sąd Apelacyjny, który utrzymał w mocy decyzję zwrócenia aktu oskarżenia nie zakwestionował poszczególnych zarzutów, a jedynie „podważał fakt, że to wyliczenie zostało dokonane niejako pod nadzorem ministra finansów, a więc być może nie jest w pełni przekonujące” i zażądał powołania licznych biegłych z dziedziny księgowości, ekonomii, bankowości itd.
Akt oskarżenia został ponownie przesłany do sądu dopiero 16 stycznia 1998 roku i obejmował wtedy Grzegorza Żemka, Janinę Chim, Zbigniewa Olawę, Dariusza Przywieczerskiego, Krzysztofa Komornickiego, Janusza Sawickiego oraz Irenę Ebbinghaus. Poszczególne osoby oskarżone były z artykułu 201 (przywłaszczenie środków) lub artykułu 246 (J. Sawicki) ówczesnego Kodeksu karnego.

## Wyroki
Po przeciągającym się postępowaniu, dnia 29 marca 2005 wydany został nieprawomocny wyrok sądu pierwszej instancji, skazujący oskarżonych na kary więzienia i grzywny. Wyrok ten został częściowo zmieniony przez prawomocne orzeczenie sądu drugiej instancji, które zapadło dnia 25 stycznia 2006. Kasacje od tego orzeczenia do Sądu Najwyższego złożyli prokurator i obrońcy skazanych.
W dniu 21 lutego 2007 roku Sąd Najwyższy w Izbie Karnej rozpoznał kasacje obrońców skazanych i kasację prokuratora od wyroku Sądu Apelacyjnego w Warszawie z dnia 25 stycznia 2006 zmieniające wyrok Sądu Okręgowego w Warszawie z dnia 29 marca 2005. Sąd Najwyższy wyrokiem uchylił zaskarżony wyrok w części III.2 (dotyczącej umorzenia postępowania) i w tym zakresie przekazał sprawę do ponownego rozpoznania Sądowi Apelacyjnemu w Warszawie w postępowaniu odwoławczym oraz oddalił wszystkie kasacje obrońców skazanych (sygnatura II KK 261/06).
W aferze FOZZ skazano następujące osoby:
- Grzegorz Żemek – 9 lat pozbawienia wolności – za defraudację publicznego mienia,
- Janina Chim – 6 lat pozbawienia wolności,
- Zbigniew Olawa,
- Dariusz Przywieczerski – 2,5 roku pozbawienia wolności (zaocznie),
- Irene Ebbinghaus,
- Krzysztof Komornicki.

Jeden z głównych oskarżonych w procesie, Dariusz Przywieczerski, wyjechał do USA wkrótce po rozpoczęciu śledztwa i został skazany zaocznie. W 2009 roku tygodnik „Wprost” opublikował niesprawdzoną informację, że pomimo wielokrotnie składanych wniosków, nie dojdzie do ekstradycji Dariusza Przywieczerskiego do Polski, ze względu na podjęcie przez niego współpracy z CIA, m.in. w zakresie ujawnienia agentury rosyjskich służb w Europie.
W czerwcu 2009 Sąd Apelacyjny w Warszawie utrzymał w mocy wyroki 9 lat pozbawienia wolności dla Grzegorza Żemka oraz dwóch i pół roku dla Dariusza Przywieczerskiego. Grzywnę orzeczoną wobec Dariusza Przywieczerskiego dostosowano jednak do stawek z 1990 roku, co w rezultacie dało kwotę 500 zł.
W październiku 2009 Sąd Rejonowy w Warszawie wydał w pierwszej instancji wyrok skazujący Janusza Pineiro i Jerzego Klembę za wyłudzenie 2 mln zł w pobocznym wątku afery FOZZ.

## Inne wątki
W raporcie sporządzonym w 1992 roku przez Wydział Studiów MSW na zlecenie premiera Jana Olszewskiego pojawiła się sugestia, że nadużycia w FOZZ były dokonywane pod nadzorem byłych PRL-owskich służb specjalnych, w szczególności Zarządu II Sztabu Generalnego Wojska Polskiego i Departamentu I MSW. Jako tajnych współpracowników służb wskazano Grzegorza Wójtowicza i Janusza Sawickiego. Janusz Sawicki oraz Wojciech Misiąg zostali następnie wymienieni, jako TW na liście Macierewicza. W 2003 roku do współpracy z wywiadem wojskowym w toku procesu przyznał się także Grzegorz Żemek.
Dwie z osób odgrywających kluczową rolę w ujawnieniu nadużyć w FOZZ zmarły – Michał Falzmann oraz Walerian Pańko. Falzmann zmarł na zawał, Pańko zginął w wypadku samochodowym. Dwaj policjanci z drogówki, którzy pierwsi przyjechali na miejsce wypadku, również zmarli – za przyczynę zgonu uznano utonięcie (na rybach). W 1993 roku zginął w wypadku samochodowym jeden z oskarżonych w sprawie – Jacek Sz. W 2006 roku po pobiciu przez nieznanych sprawców zmarł Anatol Lawina.
W 2000 roku Jakub Kopeć wydał książkę Po drugiej stronie lustracji – opowieść świadka koronnego o tym, jak państwowe służby sekretnie zapełniły kasę wyborczą AWS dolarami FOZZ, w której opierając się na wypowiedziach Janusza Cliffa Pineiro oskarżył polityków Porozumienia Centrum, m.in. Lecha Kaczyńskiego i Jarosława Kaczyńskiego o przyjmowanie pieniędzy FOZZ za pośrednictwem Janusza Cliffa Pineiro. Bracia wytoczyli Jakubowi Kopciowi proces o ochronę dóbr osobistych. W 2004 roku zapadł wyrok, stwierdzający, iż treści zawarte w książce Kopcia naruszyły dobra osobiste Kaczyńskich. Kopeć został zobowiązany do opublikowania przeprosin i zapłaty kosztów sądowych. Sąd Okręgowy w uzasadnieniu wyroku stwierdził, że brak jest jakichkolwiek podstaw, by twierdzić, że między Pineiro a Kaczyńskimi była jakakolwiek bliższa znajomość, a to nie może rodzić podejrzeń, że przyjmowali oni od niego jakieś pieniądze. Każdy taki zarzut to naruszenie dóbr osobistych.
W 2001 roku Witold Krasucki nakręcił, powtarzający zarzuty z książki Po drugiej stronie lustracji autorstwa Jakuba Kopcia, film dokumentalny Dramat w trzech aktach, w którym również oskarżył polityków Porozumienia Centrum o przyjmowanie pieniędzy z FOZZ. Film został opracowany na podstawie informacji podanych przez Janusza Cliffa Pineiro w 2001 roku. Bracia Lech Kaczyński i Jarosław Kaczyński wytoczyli proces Telewizji Polskiej. Proces umorzono, gdy TVP zdecydowała się publicznie przeprosić braci Kaczyńskich.
W 2012 roku Witold Gadowski opublikował thriller finansowo-polityczny Wieża komunistów oparty na historii FOZZ.
W opublikowanym w 2018 roku liście otwartym krewnych Anatola Lawiny po raz kolejny pojawia się sugestia, że „pieniądze FOZZ zasilały między innymi Porozumienie Centrum”.